# Rolla C. McMillen
Rolla Coral McMillen, född 5 oktober 1880 i Piatt County i Illinois, död 6 maj 1961 i Evanston i Illinois, var en amerikansk republikansk politiker. Han var ledamot av USA:s representanthus 1944–1951.
McMillen studerade vid University of Illinois at Chicago och avlade 1906 juristexamen vid University of Michigan. Därefter inledde han sin karriär som advokat i Decatur. Kongressledamot William H. Wheat avled 1944 i ämbetet och McMillen fyllnadsvaldes till representanthuset. McMillen efterträddes 1951 som kongressledamot av William L. Springer.